# NGC 7478
NGC 7478 (другие обозначения — PGC 70418, KUG 2302+023) — спиральная галактика (Sa) в созвездии Рыбы.
Этот объект входит в число перечисленных в оригинальной редакции «Нового общего каталога».